# 羽前國

羽前國

羽前國（日语：〔〕／ Uzennokuni */?）是日本舊時的令制國之一，屬東山道。羽前國的領域大約為現在的山形縣，但不包括飽海郡與酒田市北部。

## 歷史
羽前國是在明治元年（1868年）12月7日由出羽國所分割出來的新令制國，持續時間很短，明治四年（1871年）廢藩置縣後，於12月13日分納入酒田縣、山形縣與置賜縣。

## 郡
- 田川郡
- 最上郡
- 村山郡
- 置賜郡

## 相關項目
- 日本令制國列表